# جون كامينغ (لاعب كرة قدم أسترالية)
جون كامينغ (بالإنجليزية: John Cumming)‏ هو لاعب كرة قدم أسترالية أسترالي، ولد في 12 يونيو 1952.

## وصلات خارجية
- جون كامينغ على موقع AustralianFootball.com (الإنجليزية)
- جون كامينغ على موقع AFLtables.com (الإنجليزية)